# Municipalité du district de Skuodas
La municipalité du district de Skuodas (en lituanien : Skuodo rajono savivaldybė) est l'une des 60 municipalités de Lituanie. Son chef-lieu est Skuodas.

## Seniūnijos de la municipalité du district de Skuodas
- Aleksandrijos seniūnija (Aleksandrija)

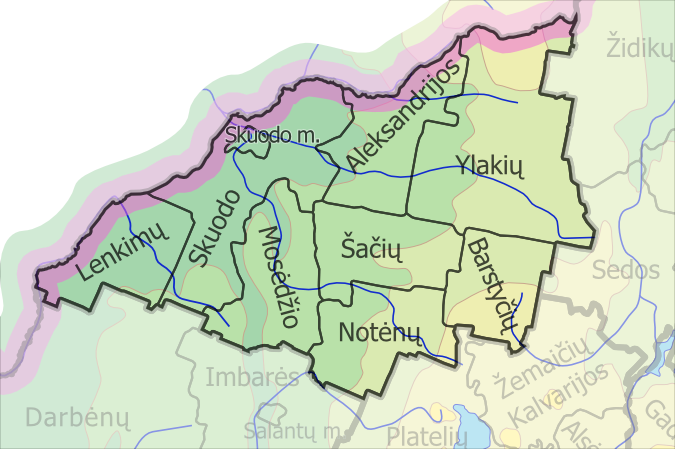
Seniūnijos de la municipalité du district de Skuodas

- Barstyčių seniūnija (Barstyčiai)
- Ylakių seniūnija (Ylakiai)
- Lenkimų seniūnija (Lenkimai)
- Mosėdžio seniūnija (Mosėdis)
- Notėnų seniūnija (Notėnai)
- Skuodo seniūnija (Skuodas)
- Skuodo miesto seniūnija (Skuodas)
- Šačių seniūnija (Šatės)